# Тарасовка (Ореховский район)
Тарасовка (укр. Тарасівка) — село,
Новотаврический сельский совет,
Ореховский район,
Запорожская область,
Украина.
Код КОАТУУ — 2323985707. Население по переписи 2001 года составляло 109 человек.

## Географическое положение
Село Тарасовка находится на расстоянии в 1,5 от сёл Вольное и Шевченковское (Запорожский район).

## История
- 1906 год — дата основания.